# Bambola (film 1996)
Bambola è un film del 1996 diretto da Bigas Luna. Il film vede la prima partecipazione come attrice protagonista Valeria Marini.

## Trama
In seguito alla morte della madre Greta, la giovane Mina detta "Bambola" vive sola con il fratello omosessuale Flavio con cui gestisce una pizzeria al Lido di Comacchio, grazie anche ai finanziamenti di Ugo, un amico di Flavio innamorato non corrisposto di Bambola. Un giorno i tre vanno al parco acquatico dove incontrano un ragazzo, Settimio, che rimane folgorato dalla bellezza di Bambola.
Ugo non è affatto contento delle avances ricambiate del giovane verso la ragazza e preso dalla gelosia lo aggredisce: tra i due scoppia una colluttazione che vede Ugo sbattere la testa e cadere esanime nella piscina. La morte di Ugo porta all'incarcerazione di Settimio; Bambola e Flavio vanno spesso a trovare Settimio in carcere ed un giorno la ragazza viene notata da un altro detenuto, Furio, che arriva a far violentare Settimio dagli altri carcerati pur di incontrare di nuovo Bambola.
La ragazza, per evitare altri guai a Settimio che nel frattempo è entrato in sintonia col fratello Flavio, decide di andare a trovare Furio, che subito la violenta: nonostante sia un uomo molto arrogante e cinico, qualcosa in lui la attira e di conseguenza continua a vederlo. Uscito dal carcere per buona condotta, Furio va da Bambola in pizzeria: lei prova a fuggire, ma a seguito di una lunga rincorsa viene raggiunta dall'uomo armato che la stupra nuovamente.
Ormai le violenze sessuali commesse da Furio nei confronti della donna sono all'ordine del giorno: innervosito da ciò, e al termine di una lite, Flavio imbraccia un fucile e uccide l'odioso antagonista. Flavio decide quindi di andare a vivere insieme a Settimio, con cui ormai è fidanzato. Anche Bambola, di fronte al terzo dramma capitatole in poco tempo, medita di scappare dal luogo natio per rifarsi una nuova vita.

## Distribuzione
A causa delle numerose scene di violenza carnale, il film venne vietato ai minori di 18 anni: ciò causò le ire della Marini, la quale asserì che le era stato promesso il taglio delle tre scene più "forti" e un divieto per i soli minori di 14 anni. L'attrice pertanto fece causa al produttore Marco Poccioni, chiedendo il ritiro della pellicola, ma il 21 novembre 1997 la sua istanza venne rigettata.
Tra le sequenze erotiche del film, resterà celebre, anche per le polemiche innestate, quella in cui Furio utilizza un'anguilla come strumento sessuale sul corpo di Bambola.

## Accoglienza

### Critica
Bambola ricevette critiche estremamente negative. Morando Morandini lo definì "il più insulso, insensato e dilettantesco film del catalano Bigas Luna", mentre Paolo Mereghetti fu ancora più duro, descrivendo l'uscita del film "un segnale significativo e disgraziato dello stato del nostro paese in questi anni novanta", aggiungendo inoltre che "mai sono uscito da una sala con un malessere così profondo".

## Riconoscimenti
- 1997[6] - Premio YoGa come peggior regista spagnolo a Bigas Luna (vinto)

## Citazioni e omaggi
- Nel 2018 la celebre scena del film in cui Mina (Valeria Marini) è a cavalcioni su una mortadella viene omaggiata dalla rapper Myss Keta nel videoclip del brano Pazzeska e nella copertina dell'album Paprika[7].